# Evo zore, evo dana
"Evo zore, evo dana" ili kako je još neki[tko?] nazivaju "Jure i Boban" je ustaška pjesma spjevana u čast ustaških časnika, zapovjednika elitne ustaške jedinice Crne legije Jure Francetića i Rafaela Bobana.[nedostaje izvor]
Pretpostavlja se da je nastala oko 1942. godine nakon Bitke za Kupres po uzoru na pjesmu Petra Preradovića "Zora puca, bit će dana" iz 1844. u kojoj opisuje buđenje hrvatske nacionalne svijesti u svrhu oslobođenja od Austro-Ugarske Monarhije.[nedostaje izvor]

## Tekst
| »                        | Evo zore, evo dana, evo Jure i Bobana. Evo zore, evo tića, evo Jure Francetića. Na vrh gore Romanije, ustaški se barjak vije. Na barjaku sitno piše, odmetnika nema više. Jure gazi Drinu vodu, i bori se za slobodu. On se bori za slobodu, hrvatskome našem rodu. Evo zore, evo dana, nema više partizana. Evo zore, evo tića, evo Jure i Vokića. Evo zore, evo dana, evo Jure i Bobana. Oni vode svoju bojnu, njome biju tešku vojnu. Tvoja bojna brani Liku, biser zemlje, našu diku. | « |
| Izvorna inačica iz 1942. | |   |

## Vanjske poveznice
|  | Wikizvor ima izvorni tekst Evo zore, evo dana |

|  | Wikizvor ima izvorni tekst Zora puca |

1. 1 2  Hajdarović, Miljenko. 25. kolovoza 2024. Evo zore, evo dana – Jure i Boban. Pristupljeno 14. travnja 2025.